# Кепойце
Кепойце (пол. Kiepojcie, нім. Eschergallen) — село в Польщі, у гміні Дубенінки Ґолдапського повіту Вармінсько-Мазурського воєводства.
Населення — 35 осіб (2011).
У 1975-1998 роках село належало до Сувальського воєводства.

## Демографія
Демографічна структура станом на 31 березня 2011 року:
|          | Загалом | Допрацездатний вік | Працездатний вік | Постпрацездатний вік |
| -------- | ------- | ------------------ | ---------------- | -------------------- |
| Чоловіки | 18      | 6                  | 9                | 3                    |
| Жінки    | 17      | 5                  | 9                | 3                    |
| Разом    | 35      | 11                 | 18               | 6                    |